# Skópelos

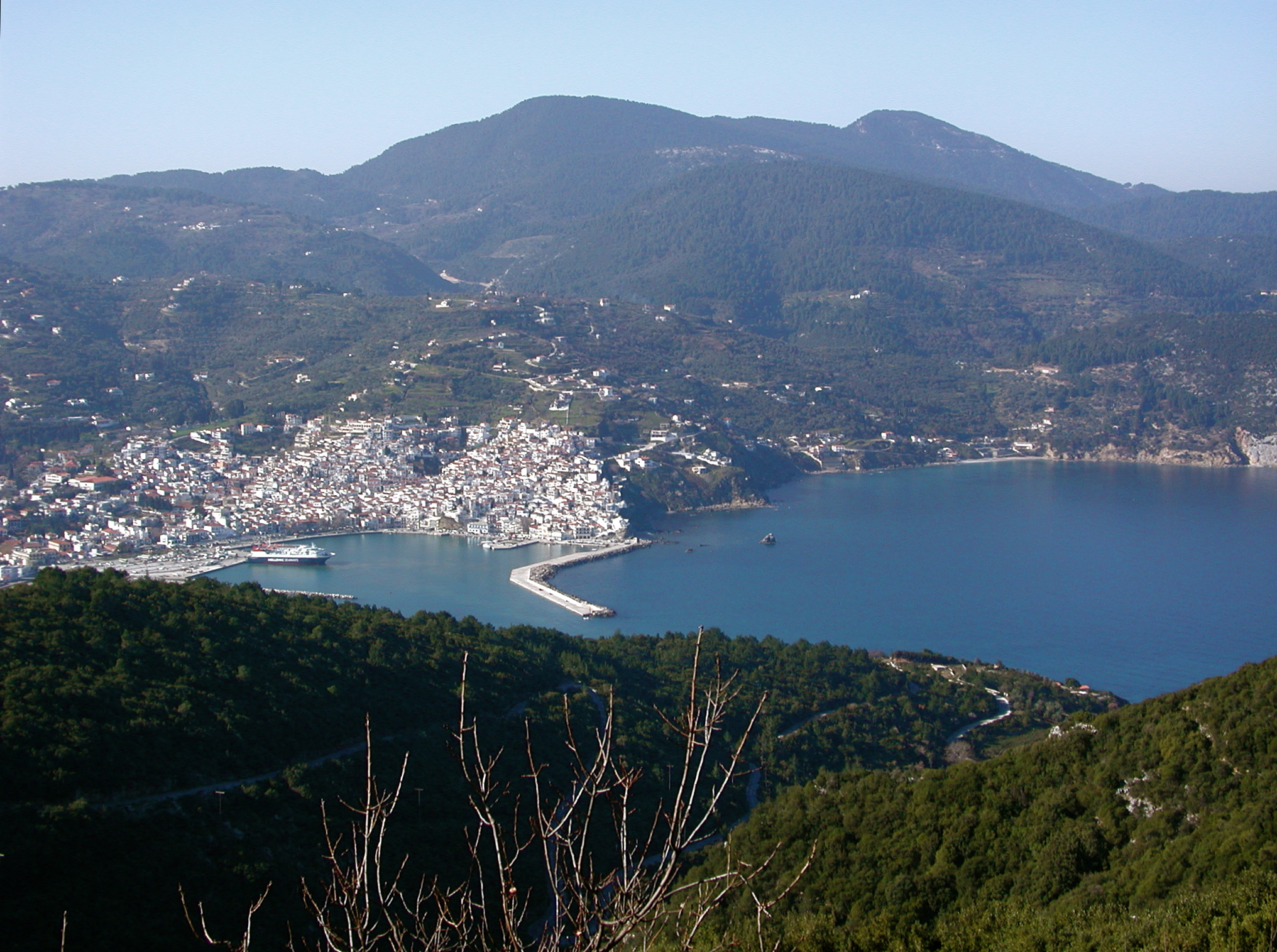
Vista de Skópelos.

Skópelos (en griego: Σκόπελος) es una isla griega del mar Egeo occidental, una de las islas del grupo de las islas Espóradas septentrionales, y también la principal localidad de la isla. La isla de Skópelos se sitúa al este de la Grecia continental, al nordeste de la isla de Eubea. Administrativamente forma parte de la periferia de Tesalia y de la unidad periférica de islas Espóradas. 
Sus máximas altitudes son el monte Delfi (681 m), en el centro de la isla, y Palouki (546 m), al sudeste. Con una superficie de 95 km², Skópelos és ligeramente más grande que Míkonos y más pequeña que Santorini. Las islas habitadas más próximas son Skíathos, al oeste, y Alónnisos, al este. En el año 2011 tenía 4960 habitantes.
La capital, también llamada Skópelos o Khora (3.027 habitantes), es el puerto principal.
Antiguamente se la llamaba Peparetos (en latín, Peparethus). Según Plinio el Viejo antes de llamarse Peparetos se había llamado Eveno, el nombre de un rey mítico.  La isla contaba tres ciudades, una de las cuales llevaba el mismo nombre que la isla (las  otras eran Panormos y Selinunte). Sufrió un terremoto en el año 426 a. C. que provocó el derribo de casas, del pritaneo y de parte de su muralla. La ciudad de Peparetos fue asediada por Alejandro de Feras, que ocupó Panormos. En aquel momento Peparetos fue auxiliada por los atenienses. A mediados del siglo IV a. C. los peparetios se apoderaron de la isla de Halonesos y en represalia Peparetos fue saqueada por Filipo II de Macedonia.
En el año 207 a. C., Filipo V de Macedonia guarneció la ciudad para defenderla contra los romanos.
Siete años después fue destruida para evitar la conquista por parte de estos.
Finalmente pasó a manos romanas (146 a. C.), bizantinas (330 d. C.),
venecianas (1204) y otomanas (1538), hasta que en 1830 entró a formar parte del nuevo estado griego. Entre 1941 y 1944 fue ocupada por las potencias del Eje.
Actualmente se ha hecho famosa por el rodaje del musical Mamma Mia!, basado en las canciones del grupo sueco ABBA, en el que se muestran algunos de los paradisíacos rincones de la isla. En la película se la llama Kalokairi, que en griego significa literalmente ‘tiempo precioso’ y que se traduce como ‘verano’. El cortejo nupcial se filmó en la capilla de Agios Ioannis, cerca de Glossa.

## Playas
La longitud de la costa de Skopelos es de 67 km (42 millas). Debido al terreno montañoso de la isla, la mayor parte de la costa es inaccesible. Las siguientes son playas accesibles por carretera o sendero: Stafilos, Velanio (playa oficial nudista desde 2011), Agnondas, Limnonari, Panormos, Adrines, Milia, Kastani, Elios, Hovolo, Armenopetra, Kalives, Glyfoneri, Glysteri, Perivoliou y Chondrogiorgos.

## Transporte
La isla está comunicada por hidroalas y ferris desde los puertos de Volos, Magnesia y Agios Konstantinos, Phthiotis, en la Grecia continental, que también permiten conexiones con Alonissos y Skiathos. En verano hay un transbordador hacia y desde Kymi, en Eubea.